# 51e parallèle nord
Pour les articles homonymes, voir 51e parallèle.

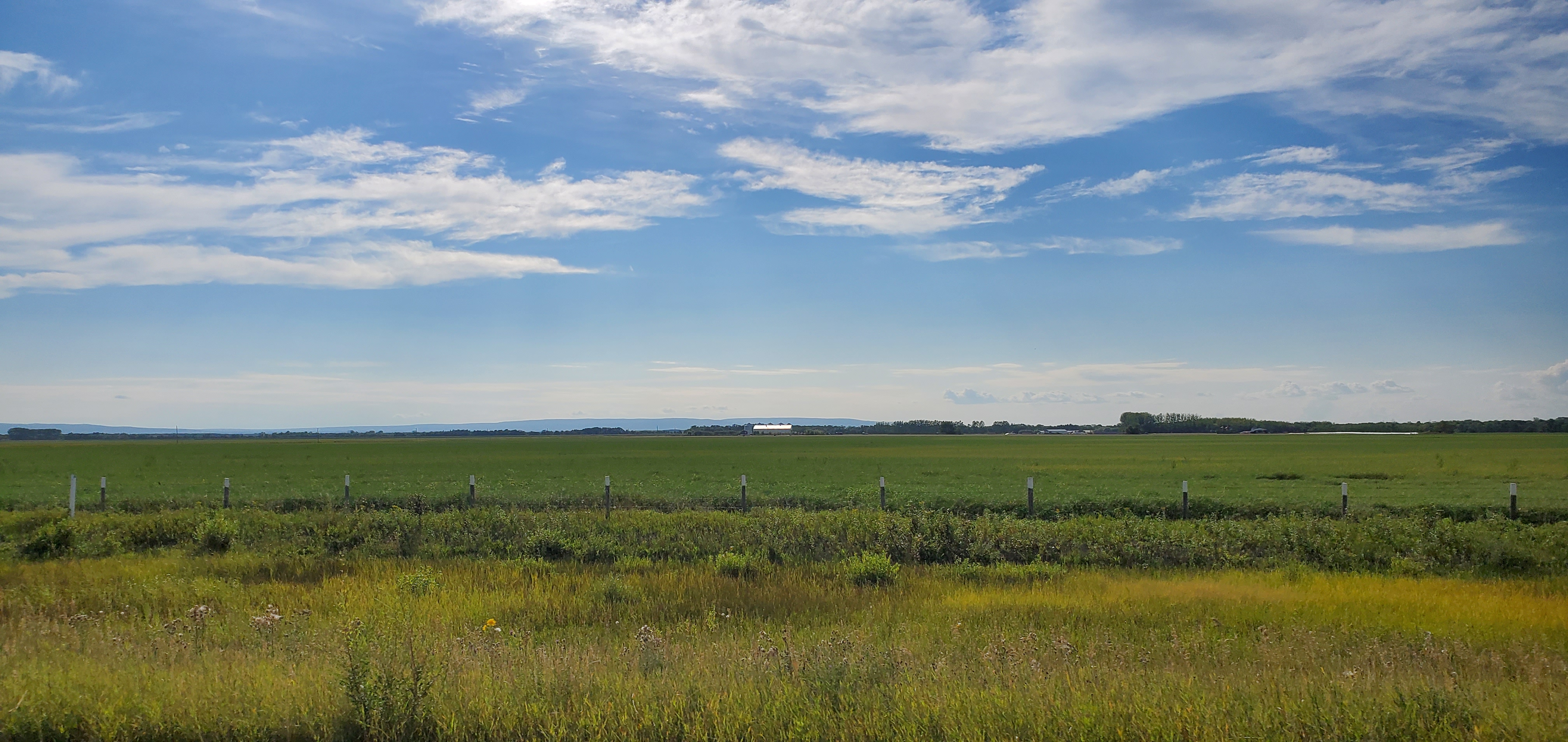
Climat typique cinquante-et-unième parallèle nord en Europe.

En géographie, le 51e parallèle nord est le parallèle joignant les points de la surface de la Terre dont la latitude est égale à 51° nord.

## Description
Il est situé à 5 667 km de l'équateur et à 4 334 km du pôle Nord. Il mesure 25 175 km, soit 63 % de la longueur de l'équateur.
En partant vers l'est à partir du méridien 0 (à proximité de West Hoathly (en)), le parallèle traverse en Europe : l'Angleterre, la France, la Belgique, les Pays-Bas au nord de Maastricht, l'Allemagne, la République tchèque, la Pologne à hauteur de Bogatynia, l'Ukraine et la Russie.
En Asie, il traverse : la Russie, le Kazakhstan, la Mongolie, la Chine, les Îles de Sakhaline, la Mer d'Okhotsk, la péninsule du Kamtchatka 14 km au nord du Cap Lopatka, qui est le point le plus au sud de la péninsule.
Il traverse également l'Océan Pacifique, pour passer au sud de l'île Kanaga, île la plus au sud des Aléoutiennes, avant d'atteindre l'Amérique du Nord en Colombie-Britannique à 200 km au nord de Vancouver. Il traverse l'agglomération de Calgary, puis le Canada jusqu'à la baie des Ha! Ha!, le golfe du Saint-Laurent, Terre-Neuve à hauteur de Bird Cove avant de rejoindre l'Europe en Angleterre à hauteur de Barnstaple en Cornouailles.
C'est le parallèle le plus au nord traversant une partie de la France continentale. Seules 15 communes du département du nord sont traversées par le 51e parallèle. 